# Hódalkatúak
A hódalkatúak (Castorimorpha) az emlősök (Mammalia) osztályába és a rágcsálók (Rodentia) rendjébe tartozó alrend.

## Rendszerezés
Az alrendbe az alábbi 3 család és 105 faj tartozik:
- hódfélék (Castoridae) Hemprich, 1820 – 2 faj
- tasakospatkány-félék (Geomyidae) Bonaparte, 1845 – 39 faj
- tasakosegér-félék (Heteromyidae) Gray, 1868 – 64 faj